# Synapseudes hancocki
Synapseudes hancocki är en kräftdjursart som beskrevs av Menzies 1953. Synapseudes hancocki ingår i släktet Synapseudes och familjen Metapseudidae. Inga underarter finns listade i Catalogue of Life.